# Marinette (Wisconsin)
Marinette – miasto w Stanach Zjednoczonych, w stanie Wisconsin, siedziba hrabstwa Marinette.

## Galeria

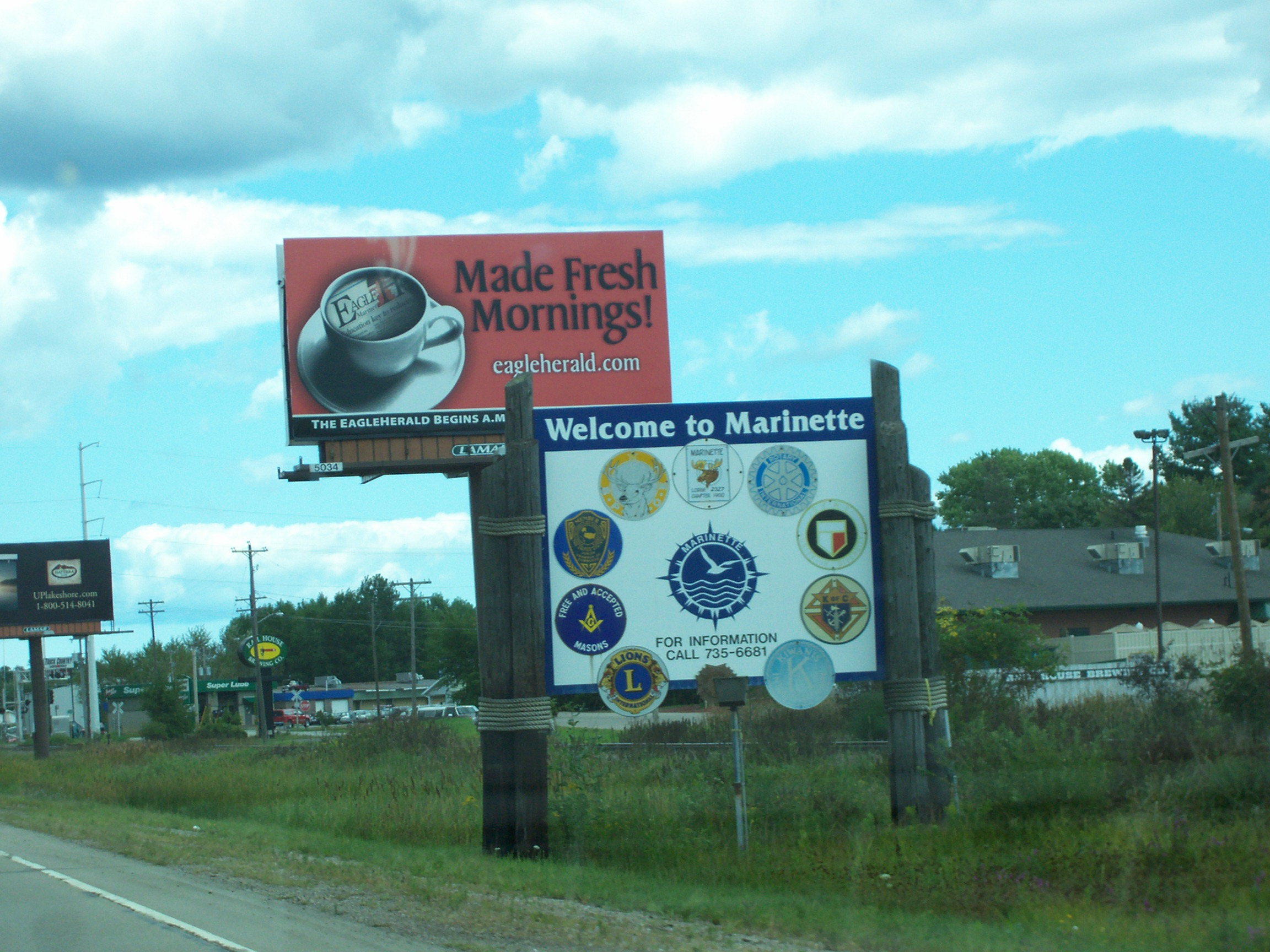
Wjazd do miasta
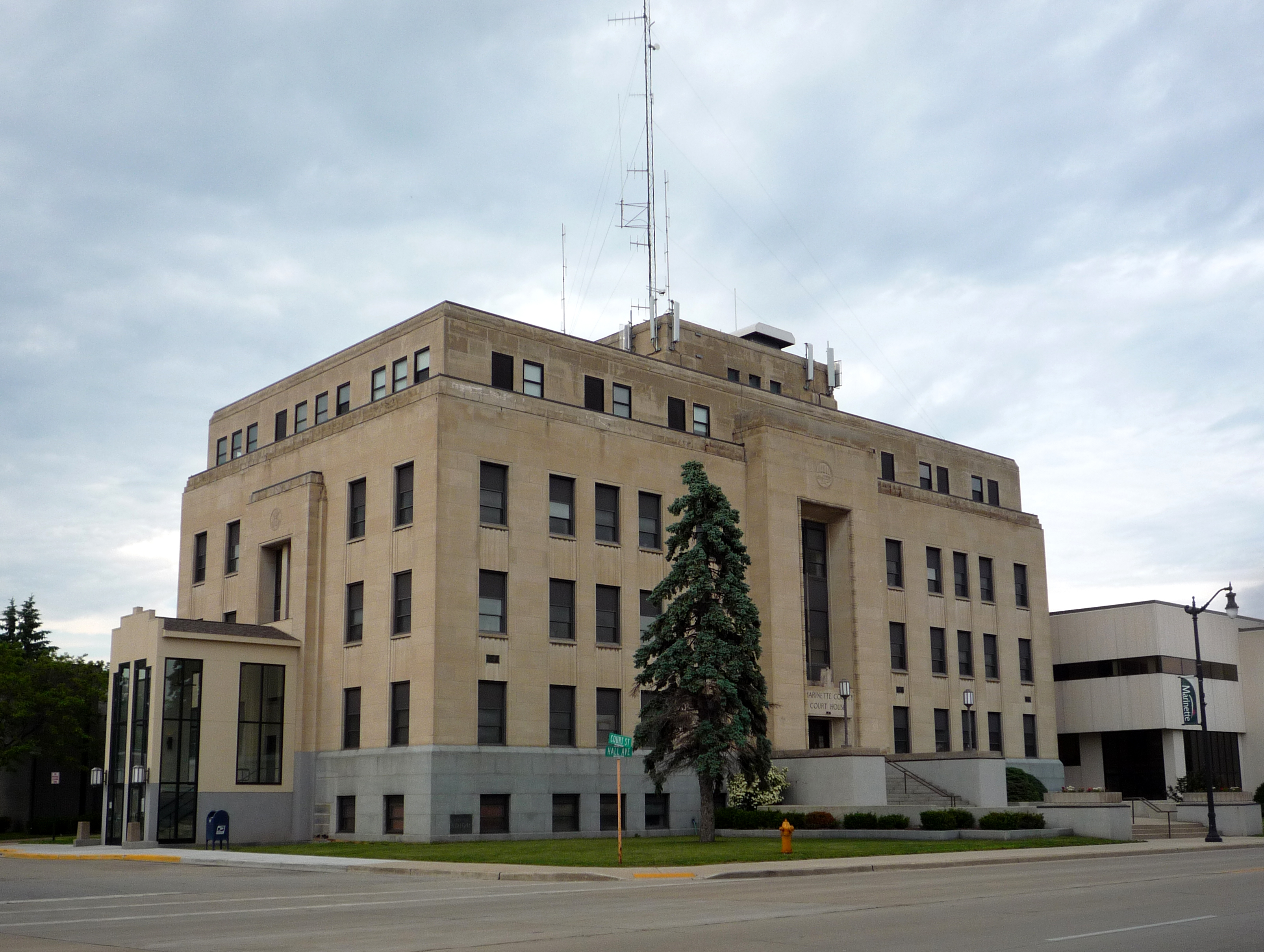
Gmach sądu hrabstwa
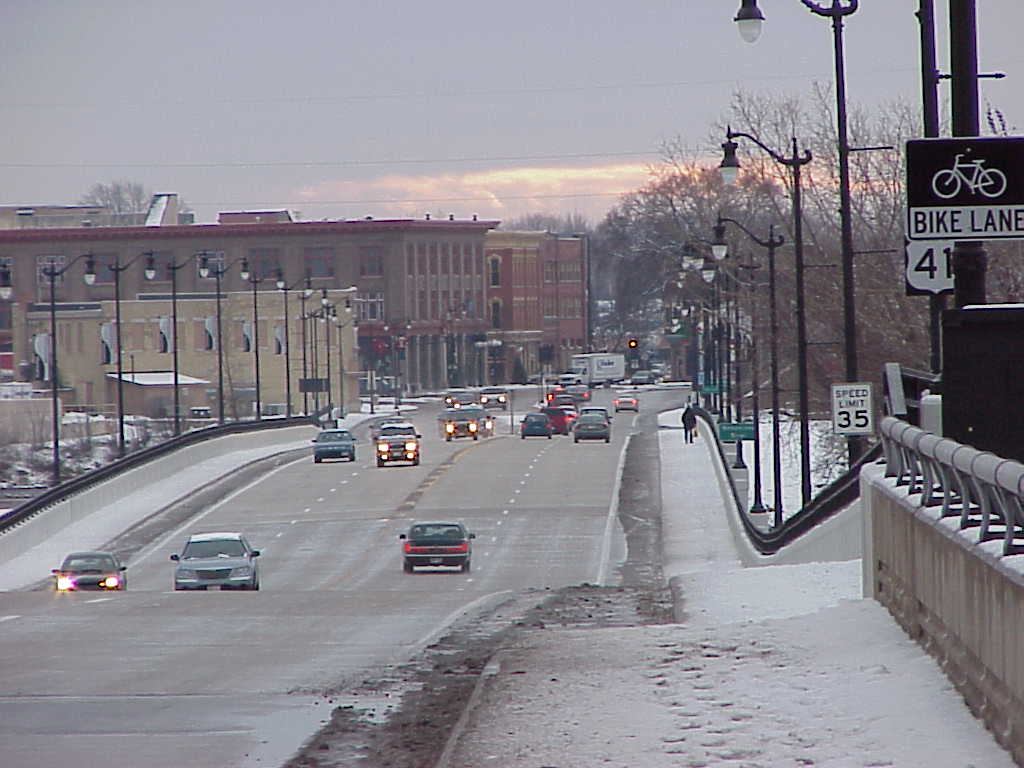
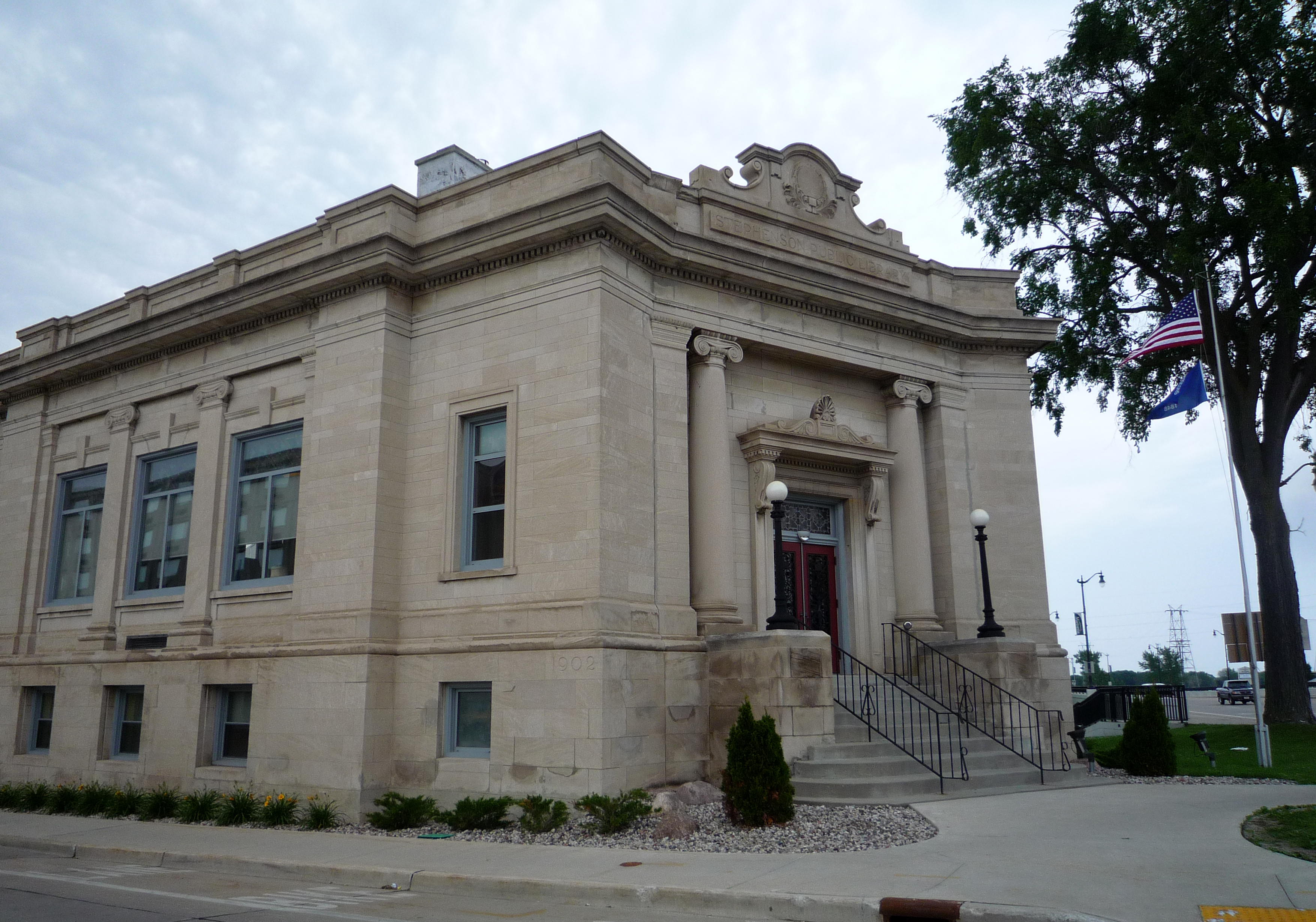
Biblioteka
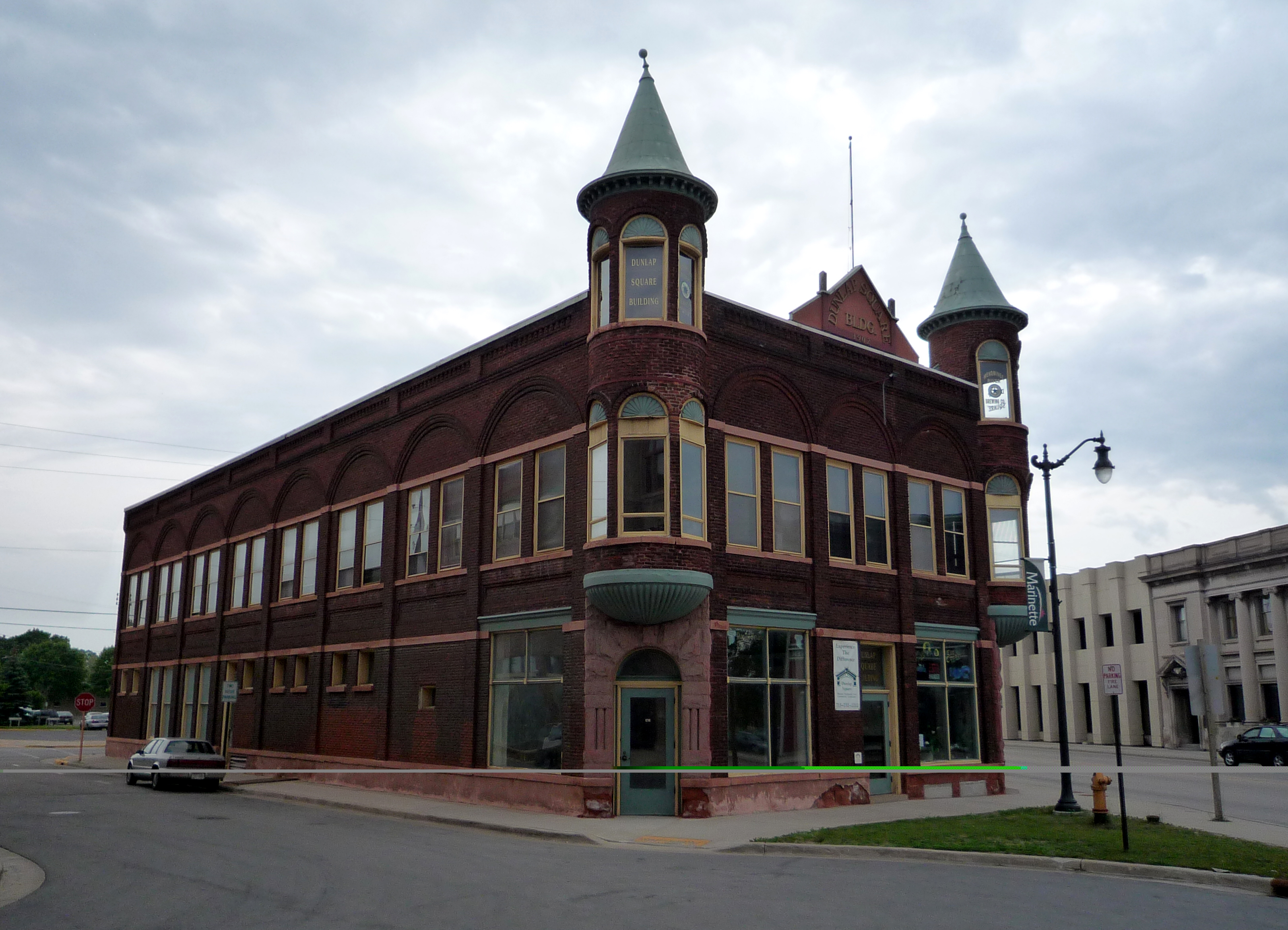
Dunlap Square